# 阿普卡拉纳
23°33′02″S 51°27′50″W / 23.5504385°S 51.4639716°W
阿普卡拉纳是位于巴西南部巴拉那州的一座城市。面积548平方（212平方英里），海拔高度840（2,760英尺），2008年人口120,133人。

## 人口

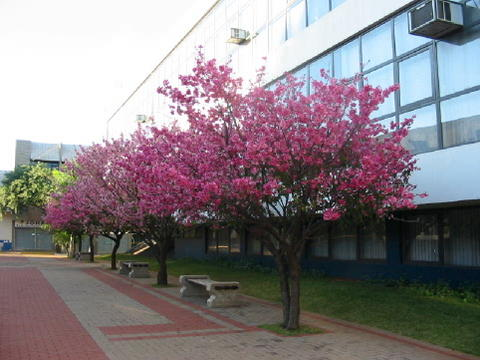
阿普卡拉纳的樱花季。1980年代起日裔巴西人在阿普卡拉纳种植了数百株樱花树，至今日，整座城市有超过20,000株樱花树。

该城有来自葡萄牙、乌克兰、波兰、德国，以及尤其是日本的移民。受日裔移民影响，该城市广泛种植樱花，并在花季时举办樱花节。
| 阿普卡拉纳人口种族 |        |
| ------------------ | ------ |
| 白人               | 71.95% |
| 棕种人             | 17.84% |
| 黑人               | 5.97%  |
| 亚裔               | 3.77%  |
| 原住民             | 0.47%  |